# Carlos Salvador de Austria-Toscana
Carlos Salvador de Habsburgo-Lorena (en italiano Carlo Salvatore d'Asburgo-Lorena), (Florencia, 30 de abril de 1839 - Viena, 18 de enero de 1892) era un miembro de la rama toscana de la Casa de Habsburgo-Lorena.  Archiduque de Austria, hijo de  Leopoldo II, Gran Duque de Toscana y su segunda esposa, María Antonieta de las Dos Sicilias. Era un mariscal de campo del Ejército  Imperial austrohúngaro.

## Familia e hijos
Se casó en Roma el 19 de septiembre de 1861 con su prima la princesa María Inmaculada de Borbón-Dos Sicilias (Nápoles, 14 de abril de 1844 - Viena, 18 de febrero de 1899), hija de su tío materno Fernando II de las Dos Sicilias y su segunda esposa, María Teresa de Austria. 
Sus hijos fueron:
- María Teresa de Austria-Toscana (Alt-Bunzlau, Bohemia, 18 de septiembre de 1862 - Saybusch, 10 de mayo de 1933).

- Leopoldo Salvador (Alt-Bunzlau, Bohemia, 15 de octubre de 1863 - Viena, 4 de septiembre de 1931).

- Francisco Salvador (Alt-Münster, 21 de agosto de 1866 - Viena, 20 de abril de 1939).

- Carolina María Inmaculada (Alt-Münster, 5 de septiembre de 1869 - Budapest, 12 de mayo de 1945), se casó con Augusto Leopoldo de Sajonia-Coburgo y Braganza, príncipe de Brasil.

- Alberto Salvador (Alt-Bunzlau, 22 de noviembre de 1871 - Bolzano, 27 de febrero de 1896).

- María Antonieta (Viena, 18 de abril de 1874 - Arco, 14 de enero de 1891).

- María Inmaculada (Baden bei Wien, 3 de septiembre de 1878 - Schloss Altshausen, 25 de noviembre de 1968).

- Raniero Salvador (Viena, 27 de febrero de 1880 - Arco, 4 de mayo de 1889).

- Enriqueta María (Viena, 20 de febrero de 1884 - Traunkirchen, 13 de agosto de 1886).

- Fernando Salvador (Baden bei Wien, 2 de junio de 1888 - Traunkirchen, 28 de julio de 1891).